# Anakalang
Anakalang is een kleine plaats gelegen op 20 kilometer ten oosten van Waikabubak op het eiland Sumba in het regentschap West-Sumba.
Er wordt een eigen taal gesproken: het Anakalangu (of Anakalang), een Austronesische taal en een van de 27 Bima-Soembatalen.
In de omgeving bevinden zich graftombes vaak in de vorm van een soort megaliet/hunebed. (Kampung Pasunga, kampung Kabunduk en Kampung Mutakakeri).

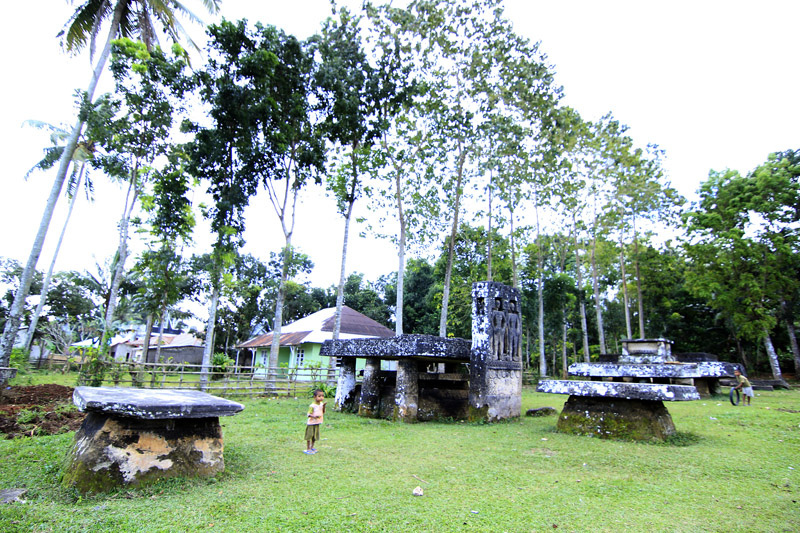
Grafstenen in Anakalang
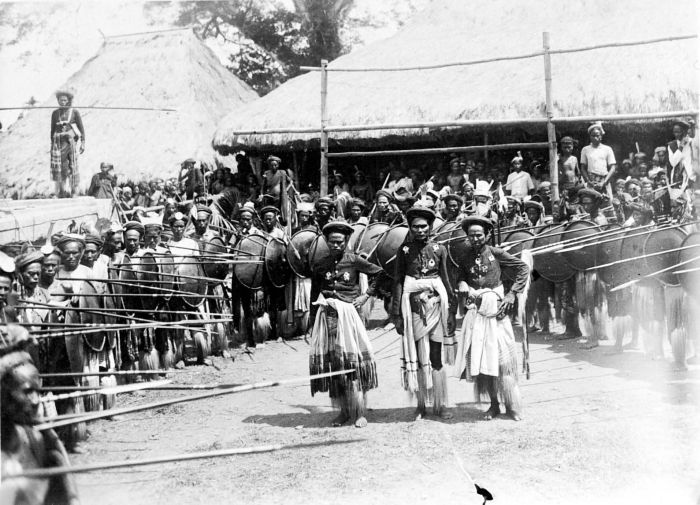
De Radja van Anakalang met twee andere hoogwaardigheidsbekleders omringd door lijfwachten (1930)
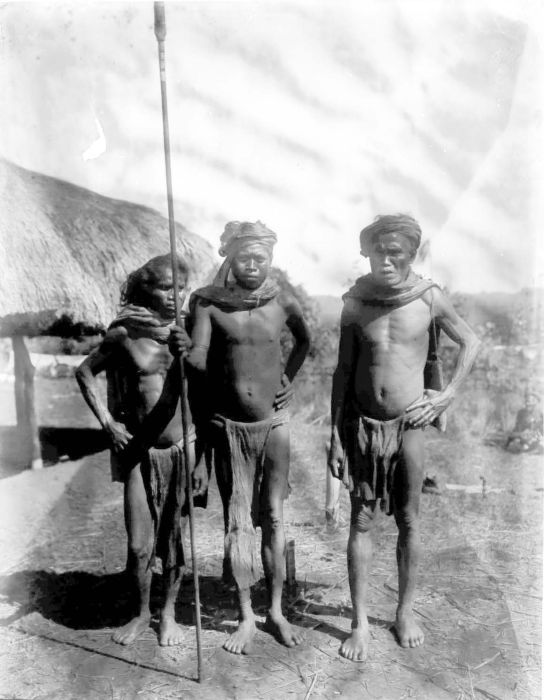
Drie mannen uit Anakalang (voor 1930)